# Establecimiento Hidro Termo Terápico

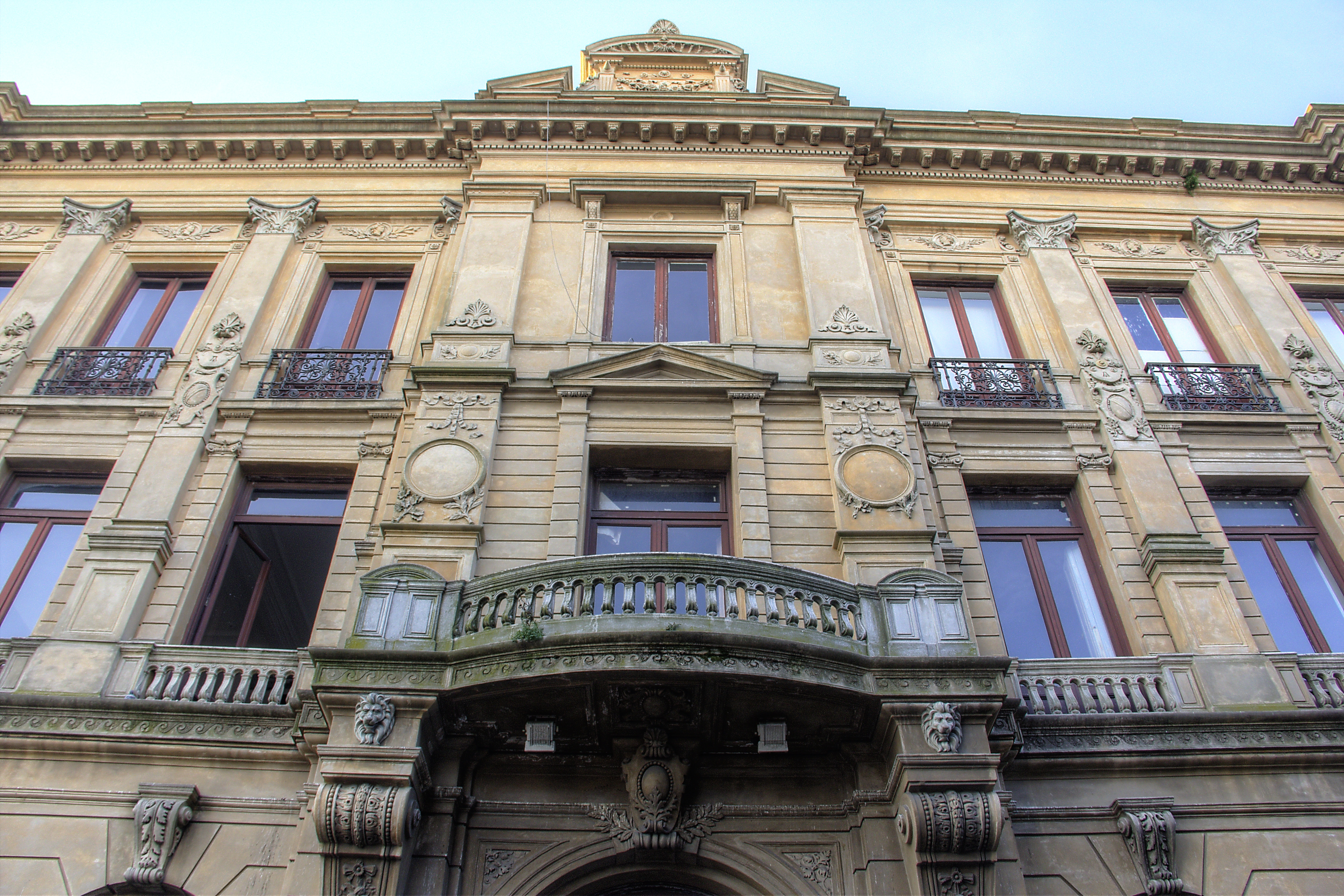
Establecimiento Hidro Termo Terápico

Das Establecimiento Hidro Termo Terápico ist ein Bauwerk in der uruguayischen Landeshauptstadt Montevideo.
Das 1888 projektierte Gebäude befindet sich in der Ciudad Vieja an der Calle 25 de Mayo 273–285 zwischen den Straßen Pérez Castellano und Colón. Ein erster Umbau erfolgte bereits im Jahr 1893. Sowohl für das Ursprungsprojekt als auch diesen Umbau zeichneten die Architekten und Ingenieure S. Parcus und L. Siegerist verantwortlich. Später wurden weitere Umbaumaßnahmen vorgenommen, über deren Durchführung keine genaueren Daten vorliegen. In den Jahren 2003 bis 2004 erfolgte die Instandsetzung des Gebäudes unter Leitung der Architekten J.C. Vanni, A. Sueiro und D. Rodríguez. Zwischenzeitlich wurde das Gebäude, dessen erster Eigentümer Emilio Reus war, durch das Uruguayische Verteidigungsministerium genutzt. Mittlerweile ist hier das Museo de Arte Precolombino e Indígena untergebracht. Das 15 Meter hohe, dreistöckige Bauwerk ist um einen zentralen Innenhof angeordnet und verfügt über eine Grundfläche von 1436 m².
1975 wurde das Gebäude als Monumento Histórico Nacional klassifiziert. Diese Einstufung wurde 1979 wieder aufgegeben, bevor sie 1986 erneut erfolgte.